# 名古屋服装短期大学
名古屋服装短期大学（なごやふくそうたんきだいがく）は、愛知県名古屋市中川区尾頭橋通3丁目に本部を置く予定となっていた日本の私立大学である。1951年に設置される予定となっていた。

## 概要
- 名古屋ミシン工芸女学校を母体として、1950年10月[2][3]に翌年の開学を目指すべく、文部省（当時）に設置認可の申請を行っていたが不認可となり、設立を断念した[2]。

## その他
- 母体とされていた名古屋ミシン工芸女学校は、『New style [1946年秋冬の号]』というタイトルの雑誌を発行している[4]